# کلاب ایرویز اینترنشنال
کلاب ایرویز اینترنشنال (به انگلیسی: Club Airways International) یک شرکت هواپیمایی است که در ۲۰۰۲ میلادی تأسیس شده و در ۲۰۰۳ فعالیتش را آغاز کرده‌است. دفتر مرکزی کلاب ایرویز اینترنشنال در میرن، سوئیس واقع شده‌است.